# Chisławiczi
Chisławiczi (ros. Хиславичи, pol. Chosławicze) – osiedle typu miejskiego w Rosji, w obwodzie smoleńskim, siedziba rejonu chisławiczskiego.
Chisławiczi leżą na prawym brzegu Soży, 35 km na południowy zachód od stacji kolejowej Poczinok (na linii Smoleńsk – Rosław).

## Historia
Podczas okupacji hitlerowskiej, we wrześniua 1941 roku Niemcy utworzyli getto dla żydowskich mieszkańców. Przebywało w nim około 1000 osób. 20 marca 1942 roku Niemcy zlikwidowali getto, a Żydów zamordowali w pobliskim wąwozie. Sprawcami zbrodni było Einsatzgruppe B oraz lokalna rosyjska policja pod dowództwem Bobkowa. 